# Soccer Québec
Soccer Québec est une fédération sportive encadrant la pratique du soccer au Québec. Fondée en 1911, elle est l'une des 13 fédérations provinciales et territoriales membres de l'Association canadienne de soccer, affiliée à la FIFA. La fédération regroupe aujourd'hui 18 associations régionales, lesquelles regroupent environ 250 clubs.

## Histoire
La première organisation gérant le soccer dans la belle province fut créée en 1911 sous le nom de Province of Quebec Football Association (PQFA), rapidement traduit dans les médias francophones comme l'Association de football de la province de Québec. Dans les débuts, le soccer est presque uniquement l'affaire des anglophones, en particulier des immigrants britanniques, et la liste des dirigeants de la Fédération reflète cette réalité. Après la Seconde Guerre mondiale, un afflux d'immigrants européens, particulièrement les Italiens, vient donner un nouveau visage au soccer québécois. 
La Fédération s'occupe principalement du soccer senior. Vers 1963, Jean-Guy Bédard fonde l'Association de soccer mineur du Québec qui s'occupe des plus jeunes, principalement dans la région de Montréal. En 1971, avec la croissance en popularité du terme « soccer », la Fédération prend le nom de Fédération de soccer-football du Québec. En 2000, elle devient simplement la Fédération de soccer du Québec. La fédération participe à la création de la Première ligue de soccer du Québec, en 2012. En novembre 2018, la fédération simplifie au maximum son appellation : Soccer Québec,.
En 2014, on compte maintenant 184 161 joueurs actifs, fédérés au Québec. Ce nombre était de 91 260 en 1995. Cependant, 90 % de l'effectif actuel est composé de joueurs de moins de 18 ans.

### Appellation
- 1911 - 1970 : Association de football de la province de Québec
- 1970 - 1978 : Fédération de soccer-football du Québec
- 1978 - 2000 : Fédération québécoise de soccer-football
- 2000 - 2018 : Fédération de soccer du Québec
- Depuis 2018 : Soccer Québec

### Identité visuelle

? à 2018
Depuis 2018

## Compétitions

### Ligues
Ligues professionnelles :
- Ligue1 Québec (L1Q)
- Première ligue de futsal du Québec (PLFQ)

Ligues amateurs :
- Ligue de soccer élite du Québec (LSÉQ)
- Ligues inter-régionales AA
- Ligue Excellence Sport-Études (LESE)

### Coupes et tournois
- Coupe PLSQ
- Coupe du Québec
- Coupe des champions provinciaux AA
- Coupe des maîtres du Québec
- Coupe Promotion
- Coupe O35
- Jeux du Québec
- Tournoi des sélections régionales
- CANGATO

## Associations régionales
L'organisation des clubs et des compétitions autres que les compétitions provinciales est dévolue aux 18 associations régionales de soccer (ARS)
- ARS Abitibi-Témiscamingue (Rouyn-Noranda), 1 453 joueurs licenciés[6]
- ARS Bourassa (Montréal), 4 060 joueurs
- ARS Centre du Québec (Drummondville), 5 921 joueurs
- ARS Concordia (Montréal), 11 189 joueurs
- ARS Côte-Nord (Sept-Îles), 1 009 joueurs
- ARS Est-du-Québec (Rimouski), 4003 joueurs
- ARS Estrie (Sherbrooke), 8 480 joueurs
- ARS Lac-Saint-Louis (Montréal), 25 760 joueurs
- ARS Lanaudière (Charlemagne), 11 168 joueurs
- ARS Laurentides (Saint-Jérôme), 15 779 joueurs
- ARS Laval (Laval), 9 968 joueurs
- ARS Mauricie (Trois-Rivières), 5 243 joueurs
- ARS Outaouais (Gatineau), 9 163 joueurs
- ARS Québec (Québec), 26 775 joueurs
- ARS Richelieu-Yamaska (Saint-Hyacinthe), 11 730 joueurs
- ARS Rive-Sud (Longueuil), 22 951 joueurs
- ARS Saguenay—Lac-Saint-Jean (Saguenay), 5 444 joueurs
- ARS Sud-Ouest (Salaberry-de-Valleyfield), 4 041 joueurs